# Batalla de Höchstädt (1800)
La batalla de Höchstädt se libró el 19 de junio de 1800 en la orilla norte del Danubio cerca de Höchstädt, y resultó en una victoria francesa bajo el mando del general Jean Victor Marie Moreau contra los austriacos bajo el mando del barón Pál Kray. Posteriormente, los austriacos se vieron obligados a regresar a la ciudad fortaleza de Ulm. En lugar de atacar la ciudad amurallada fuertemente fortificada, lo que resultaría en pérdidas masivas de personal y tiempo, Moreau desalojó a las fuerzas de apoyo de Kray que defendían el paso del Danubio más al este. Cuando desapareció una línea de retirada hacia el este, Kray abandonó rápidamente Ulm y se retiró a Baviera. Esto abrió el camino del Danubio hacia Viena.
El pasaje del Danubio que conecta Ulm, Donauwörth, Ingolstadt y Ratisbona tenía una importancia estratégica en la competencia en curso por la hegemonía europea entre Francia y el Sacro Imperio Romano Germánico; el ejército que dominaba el Danubio, especialmente su paso por Wurtemberg y Baviera, podía controlar el acceso a las importantes ciudades de Munich y la sede de la autoridad de los Habsburgo: Viena. El resultado final de la batalla fue el opuesto de lo que había ocurrido en esos mismos campos en 1704 durante la Guerra de Sucesión Española, cuando la Segunda Batalla de Höchstädt aseguró la seguridad de Viena y abrió el camino hacia Francia para los aliados ingleses y austriacos. efectivo.
- Datos: Q262648
- Multimedia: Battle of Höchstädt (1800) / Q262648